# Nashville (Georgia)
Nashville ist eine amerikanische Stadt (englisch City). Sie liegt im Berrien County im Süden des Bundesstaats Georgia. Beim United States Census (Volkszählung) im Jahr 2010 hatte Nashville 4939 Einwohner.

## Geographie
Nashville ist der County Seat (deutsch Verwaltungssitz des Landkreises) und liegt etwa in seiner Mitte knapp 100 Kilometer südöstlich von Albany und rund 170 Kilometer westlich der an der amerikanischen Atlantikküste liegenden Hafenstadt Brunswick.

## Geschichte

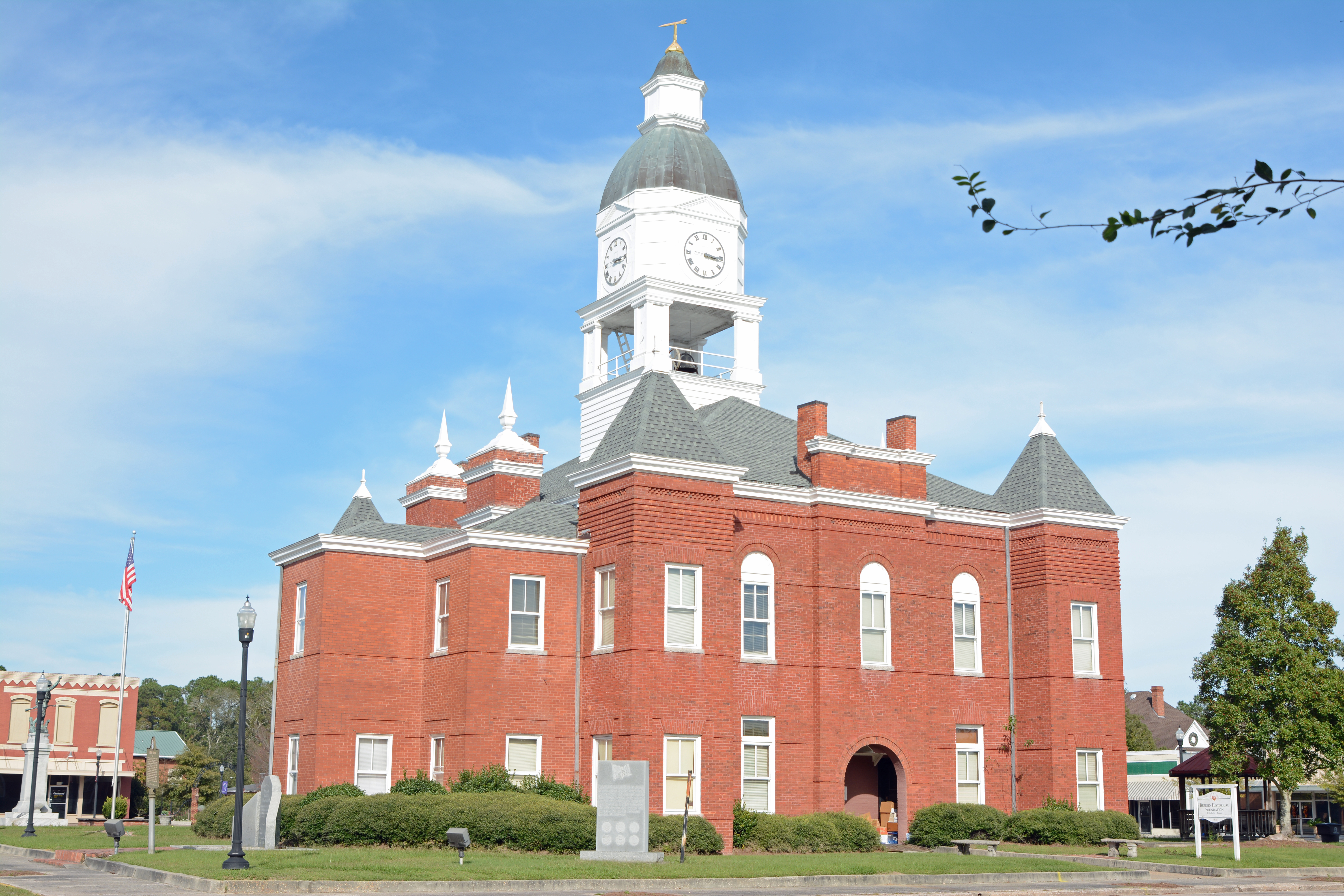
Das Berrien County Courthouse von Nashville ist das zentrale Gerichtsgebäude des Landkreises.

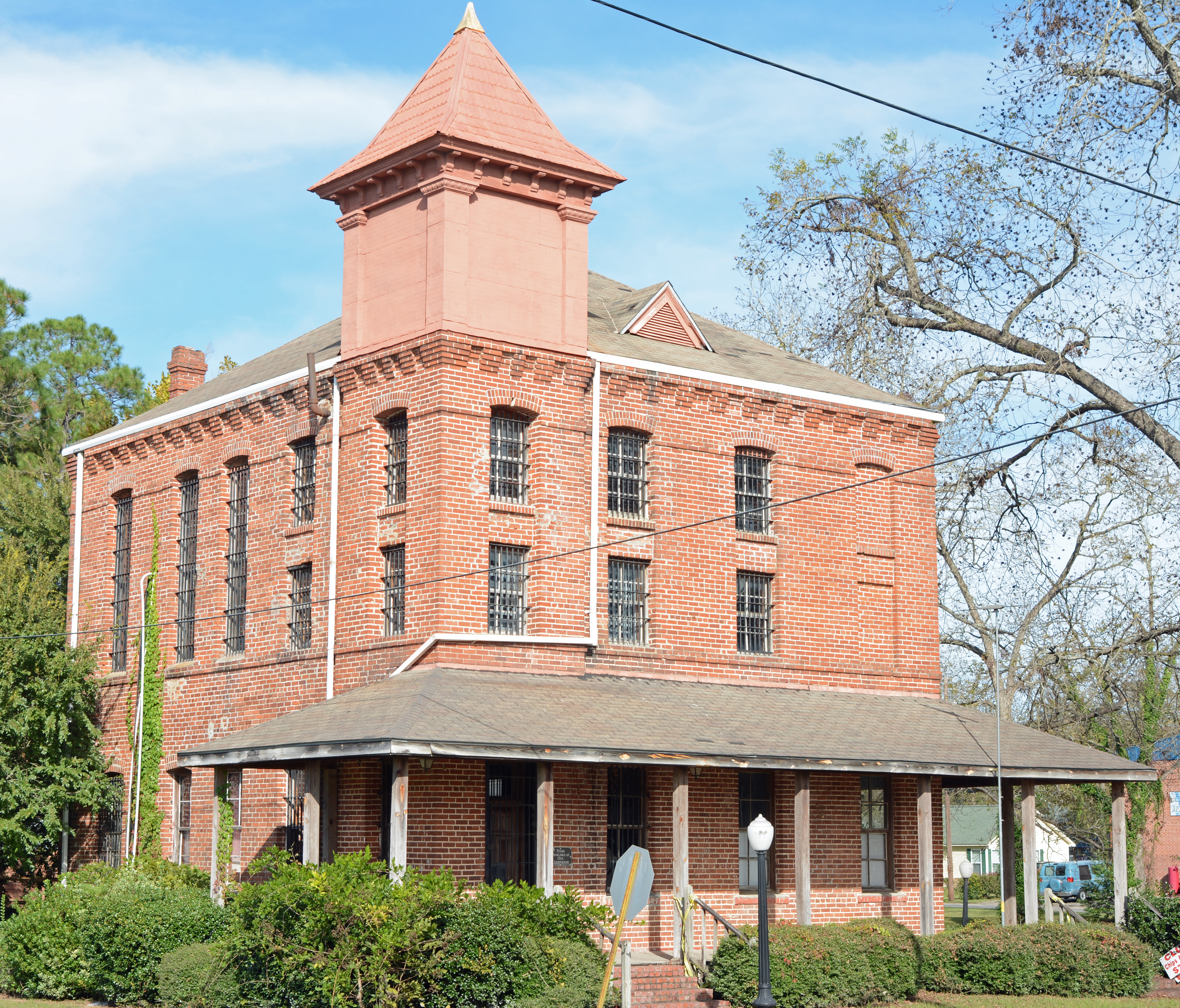
Das alte Gefängnis wurde bis 1965 genutzt und steht heute unter Denkmalschutz.

Die ursprüngliche Siedlung wurde um 1840 gegründet, im Jahr 1856 zum County Seat bestimmt, 1892 zur Town und 1900 zur City erhoben. In Nashville befinden sich  Gerichtsgebäude (Bild) und das 1903 errichtete Gefängnis (Bild) des Landkreises. Dort fand die letzte Exekution (durch Hängen) statt, bevor es 1965 durch das heutige moderne Gefängnisgebäude ersetzt wurde. Das alte Gebäude gehört zum National Register of Historic Places (deutsch Nationales Verzeichnis historischer Stätten) und steht unter Denkmalschutz.

## Demographische Daten
Laut der Volkszählung von 2010 verteilten sich die damaligen 4939 Einwohner auf 1938 bewohnte Haushalte, was einen Schnitt von 2,46 Personen pro Haushalt ergibt. Insgesamt bestehen 2248 Haushalte. 
64,0 % der Haushalte waren Familienhaushalte (bestehend aus verheirateten Paaren mit oder ohne Nachkommen bzw. einem Elternteil mit Nachkomme) mit einer durchschnittlichen Größe von 3,08 Personen. In 34,1 % aller Haushalte lebten Kinder unter 18 Jahren sowie in 28,0 % aller Haushalte Personen mit mindestens 65 Jahren.
29,5 % der Bevölkerung waren jünger als 20 Jahre, 25,1 % waren 20 bis 39 Jahre alt, 24,5 % waren 40 bis 59 Jahre alt und 20,8 % waren mindestens 60 Jahre alt. Das mittlere Alter betrug 37 Jahre. 46,0 % der Bevölkerung waren männlich und 54,0 % weiblich.
74,8 % der Bevölkerung bezeichneten sich als Weiße, 21,2 % als Afroamerikaner, 0,4 % als Indianer und 0,4 % als Asian Americans. 1,6 % gaben die Angehörigkeit zu einer anderen Ethnie und 1,6 % zu mehreren Ethnien an. 3,2 % der Bevölkerung bestand aus Hispanics oder Latinos.
Das durchschnittliche Jahreseinkommen pro Haushalt lag bei 31.746 USD, dabei lebten 30,4 % der Bevölkerung unter der Armutsgrenze.

## Söhne und Töchter der Stadt
- Dawson Mathis (1940–2017), Kongressabgeordneter